# Charles Pépin

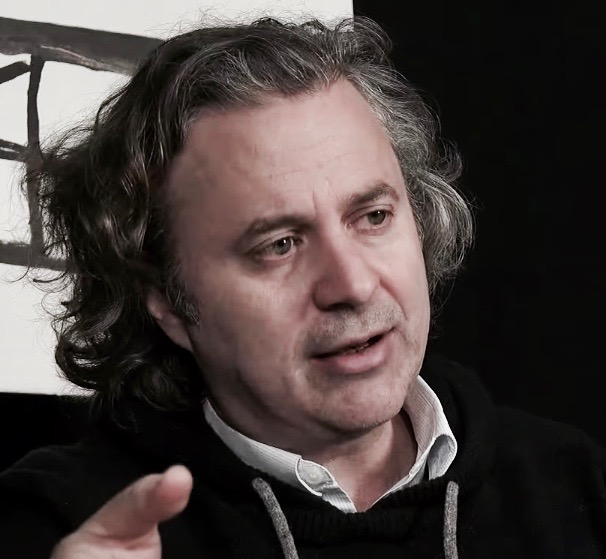
Charles Pépin

Charles Pépin (* 1973 in Saint-Cloud) ist ein französischer Philosoph und Romanautor. Er ist Autor mehrerer Bestseller, darunter Les Vertus de l’échec (Allary Éditions, 2016), La Confiance en soi (Allary Éditions, 2018) und La Planète des sages (Dargaud, 2011 und 2015).

## Leben
Pépin wurde 1973 in Saint-Cloud geboren und absolvierte die HEC Paris und die Sciences Po.